# Ranggasari
Ranggasari is een bestuurslaag in het regentschap Sumedang van de provincie West-Java, Indonesië. Ranggasari telt 950 inwoners (volkstelling 2010).